# Tipula (Pterelachisus) neurotica
Tipula (Pterelachisus) neurotica is een tweevleugelige uit de familie langpootmuggen (Tipulidae). De soort komt voor in het Palearctisch gebied.